# La Argentina (Sonora)
La Argentina es un ejido del municipio de Cajeme ubicado en el sur del estado mexicano de Sonora, en la zona del valle del Yaqui. Según los datos del Censo de Población y Vivienda realizado en 2020 por el Instituto Nacional de Estadística y Geografía (INEGI), La Argentina tiene un total de 355 habitantes.

## Geografía
La Argentina se sitúa en las coordenadas geográficas 27°28'28" de latitud sur y 110°00'43" de longitud oeste del meridiano de Greenwich, a una elevación de 28 metros sobre el nivel del mar.